# Haemerosia renigera
Haemerosia renigera là một loài bướm đêm trong họ Noctuidae.